# Beatrice Masala
Beatrice Masala (* 2. September 1963 in Hausham, Bayern) ist eine deutsche Schauspielerin.

## Leben
Von 1984 bis 1990 absolvierte sie ein Sportstudium an der FH Berlin, eine Gesangsausbildung an der Musikschule Bonn sowie eine Schauspiel- und Tanzausbildung in Berlin und Bonn.
Erste Erfahrungen als Schaudarstellerin sammelte sie ab 1989 an verschiedenen Theaterhäusern, beispielsweise in Berlin, Bonn oder Köln. Daneben war sie in diversen Fernsehproduktionen in Episodenrollen zu sehen. Bekannt wurde sie vor allem durch die Rolle der Yvette Westermeier in der ARD-Vorabendserie Marienhof, die sie mit einigen Unterbrechungen von Oktober 1998 bis 14. April 2000 verkörperte.
Masala wurde in englischer Sprache aufgezogen, daneben spricht sie fließend Deutsch, Französisch, Italienisch und Spanisch. Derzeit lebt sie in Königswinter.

## Filmografie

### Kino
- 2004: Samba in Mettmann (als Felicidade Amoroso-Kischewski alias Filippo Amoroso)

### Fernsehen
- 1992: Sterne des Südens
- 1993: Einsatz für Lohbeck (als Miriam)
- 1994: Alte Freunde küsst man nicht (als Babsi)
- 1995: Große Freiheit (als Bille)
- 1997: First Love – Die große Liebe (als Vivian)
- 1997: Voll daneben (als Andrea)
- 1998: Der Bulle von Tölz: Tod am Rosenmontag (als Zigeunerin)
- 1998–2000: Marienhof (als Yvette Westermeier)
- 1998: Aus heiterem Himmel – Amelie (als Wanda)
- 1999: Amor – Todesspiel aus Liebe (als Vanessa)
- 1999: Ich wünsch dir Liebe (als Amanda)
- 1999: SOKO 5113 – Abschiedsfeier (als Abena Bartenheimer)
- 1999: Die Sternbergs – Ärzte, Brüder, Leidenschaften (als Dr. Isabell de Santos)
- 2001: Dr. Stefan Frank – Der Arzt, dem die Frauen vertrauen (als Imana Utabe)
  - Zu zweit und doch allein
  - Körperverletzung
- 2004: Mit Herz und Handschellen (als Maria Fabrius)
- 2008: Der Arzt vom Wörthersee (als Veronika Alexander)
  - Ein Wink des Himmels
  - Ein Rezept für die Liebe
- 2009: Ein Mann, ein Fjord! (als Rezeptionistin 2)
- 2010: Aktenzeichen XY … ungelöst (als Dr. Tanja Mohn)

## Theater
- Theater des Westens Berlin – Der kleine Prinz (als Tänzerin)
- Schillertheater Berlin – Das Liebeskonzil (als Salome)
- Kleines Theater Bonn, Städtische Bühnen Erfurt, Hessisches Staatstheater Wiesbaden u. a. – Der kleine Horrorladen (als Soulgirl)
- Staatstheater Darmstadt – Frankenstein (als Angela Bugatti)
- Theâtrè de Capitol, Toulouse – Romeo und Julia (als Lady Capulet)
- Neue Bühne Villach – Nathan der Weise (als Sittah)